# Fundació Princesse-Charlène

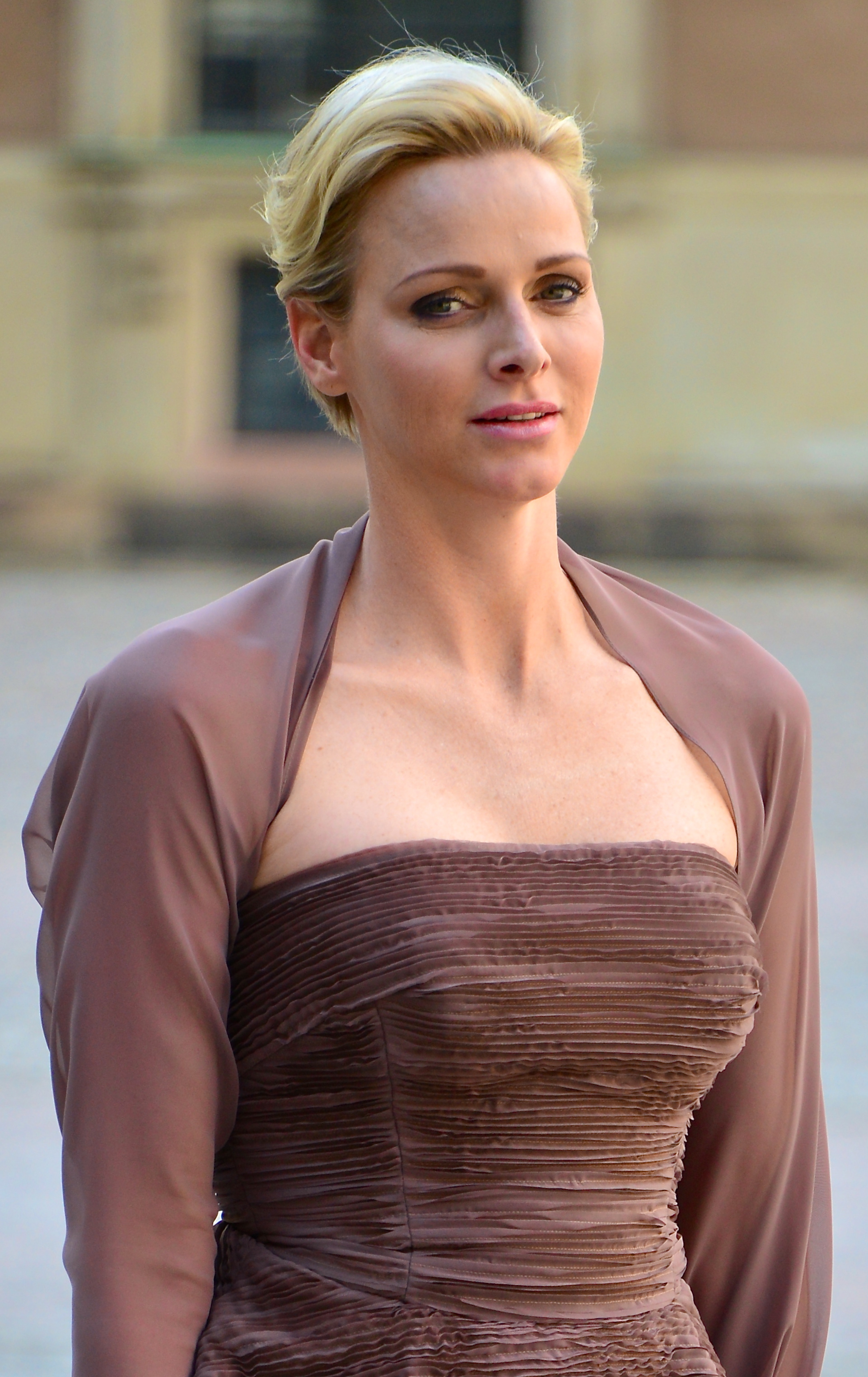
Fotografia de la princesa de Mònaco

La Fundació Princesse-Charlène és una fundació monegasca creada el 2012 per la princesa de Mònaco, Charlène Lynette Wittstock, que ha assumit el seu càrrec oficialment com a tal el 2011. La fundació està destinada a l'educació i la construcció de l'infant a través de l'esport.